# شهرستان جسامین (کنتاکی)
شهرستان جسامین، کنتاکی (به انگلیسی: Jessamine County, Kentucky) یک سکونتگاه مسکونی در ایالات متحده آمریکا است که در کنتاکی واقع شده‌است.

## خصوصیات
شهرستان جسامین ۴۵۳٫۲۵ کیلومترمربع مساحت دارد.